# ناحیه کورتلند، میشیگان
ناحیه کورتلند (به انگلیسی: Courtland Township) یک منطقهٔ مسکونی در ایالات متحده آمریکا است که در شهرستان کنت، میشیگان واقع شده‌است.
 ناحیه کورتلند ۹۳٫۲ کیلومتر مربع مساحت و ۷٬۶۷۸ نفر جمعیت دارد و ۲۷۶ متر بالاتر از سطح دریا واقع شده‌است.